# Wilhelm Friedrich Ackermann
Wilhelm Friedrich Ackermann (29. března 1896, Herscheid – 24. prosince 1962, Lüdenscheid) byl německý matematik a filosof, známý popisem Ackermannovy funkce používané v matematické teorii.

## Životopis
V letech 1914 až 1924 s přestávkami, které způsobila jeho účast v první světové válce studoval matematiku, fyziku a filozofii na univerzitě v Göttingenu, kde byl studentem Davida Hilberta. V roce 1924 absolvoval studijní pobyt na Cambridgeské univerzitě, od roku 1927 pracoval jako učitel, od roku 1953 profesor na münsterské univerzitě.